# Abdoulie Corr
Abdoulie „Paco“ Corr (* 9. Juni 1982 in Banjul) ist ein ehemaliger gambischer Fußballspieler.

## Karriere

### Verein
Der Abwehrspieler begann die Karriere in seiner Heimatstadt bei den Hawks Banjul. Von dort ging er Anfang 2006 nach Finnland und spielte fünf Jahre für den Zweitligisten Kokkolan Pallo-Veikot. Anschließend war er noch für mehrere unterklassigen finnische Vereine aktiv und beendete 2011 seine Laufbahn als Spieler. 

### Nationalmannschaft
Für die gambische A-Nationalmannschaft absolvierte er von 2002 bis 2007 insgesamt acht Partien, darunter zwei Spiele in der WM-Qualifikation 2006.